# 常磐富岡インターチェンジ
常磐富岡インターチェンジ（じょうばんとみおかインターチェンジ）は、福島県双葉郡富岡町大字上手岡にある、常磐自動車道のインターチェンジ。
本稿では、インターチェンジ近傍にある高速バス停留所である常磐富岡バスストップ（じょうばんとみおかバスストップ）についても記述する。

## 概要
当ICは、2004年（平成16年）の開通以来、2015年（平成27年）3月1日の全線開通まで常磐自動車道の南側の終点となっていた。
2011年（平成23年）3月11日に発生した東日本大震災および福島第一原子力発電所事故による警戒区域指定に伴い立ち入りが禁止されたため、広野IC - 当IC間は長期間通行止めとなっていた。2013年（平成25年）3月25日より当IC周辺が居住制限区域への移行により立ち入り可能となり（2017年4月1日に避難指示解除）、同区間は2014年（平成26年）2月22日に再開通した。また、当IC以北の区間については原発事故の影響により建設が遅れたものの、最終的に当IC - 浪江IC間が2015年（平成27年）3月1日に開通し、全線開通を迎えた。
なお、当ICの名称は、先に群馬県富岡市の上信越自動車道・「富岡IC」があることから、所在地の富岡町の名前に「常磐」を冠して区別したものとなっている。

## 歴史
- 1993年（平成5年）11月：いわき四倉IC - 常磐富岡IC間に施工命令が出される[3]。
- 1998年（平成10年）4月：常磐富岡IC - 相馬IC間に施工命令が出される[3]。
- 2004年（平成16年）4月14日：広野IC - 常磐富岡IC間開通に伴い、供用開始[3]。
- 2011年（平成23年）3月11日：東日本大震災による福島第一原発事故の発生により、広野IC - 常磐富岡IC間が通行止となる。
- 2014年（平成26年）2月22日：広野IC - 常磐富岡IC間再開通（通行再開）[1][4]。
- 2015年（平成27年）3月1日：常磐富岡IC - 浪江IC間開通に伴い、常磐自動車道が全線開通[2]。

## 周辺
- 岩井戸温泉
- リフレ富岡
- 富岡町文化交流センター学びの森
- 夜ノ森公園
- 新福島変電所
- 夜ノ森駅（JR東日本・常磐線）
- 大熊町役場(避難指示解除後に移転した大熊町役場がある大川原地区のアクセスはいわき方面からの場合当ICが便利)

## 道路
- E6 常磐自動車道（20番）

## 接続する道路
- 直接接続
  - 福島県道36号小野富岡線

## 料金所
- ブース数：4

### 入口
- ブース数：2
  - ETC専用：1
  - 一般：1

### 出口
- ブース数：2
  - ETC専用：1
  - 一般：1

## 常磐富岡バスストップ
料金所の外に高速バスのバス停留所が併設されている。営業上のバス停留所名は新常磐交通が常磐富岡インター、東北アクセスが常磐富岡インター入口。バス利用者のための無料駐車場がある。
- 仙台 - いわき線（新常磐交通）
小名浜 - （中略） - 上荒川 - （中略） - 常磐富岡インター - 仙台駅東口
- 南相馬・双葉ライナー（東北アクセス）
東京駅（鍛冶橋バス駐車場） - 常磐富岡インター入口 - 南相馬バスターミナル - （中略） - 原ノ町駅前

以下の路線はいずれも、2011年（平成23年）3月に発生した東日本大震災以降は運休（区間運休を含む）となっている。
- いわき号（新常磐交通）
  - 道の駅南相馬発着便

東京駅 - （中略） - 綾瀬駅（道の駅南相馬発のみ） - 常磐富岡インター - 大熊町役場
- シーガル号（新常磐交通・近鉄バス）
あべの橋 - （中略） - 京都駅 - （中略） - 常磐富岡インター - 大熊町役場

## 隣
E6 常磐自動車道
(19)広野IC - (19-1)ならはPA/SIC - (20)常磐富岡IC - (20-1)大熊IC